# Udbina
Udbina è un comune della Croazia di 1 649 abitanti della Regione della Lika e di Segna.

## Storia
Udbina è una città della regione della Lika-Senj, situata nella parte centrale della Croazia. La sua origine risale al Medioevo, quando fu fondata dai nobili croati della famiglia Frankopan. Udbina fu teatro di numerose battaglie tra i croati e gli invasori ottomani, che la conquistarono e la distrussero più volte. La città fu anche coinvolta nelle guerre mondiali e nella guerra d’indipendenza croata, subendo gravi danni e perdite di popolazione. 
Oggi, Udbina è una città di circa 1 800 abitanti, che vive principalmente di agricoltura e allevamento. 

## Località
La municipalità di Udbina è composta dalle seguenti 26 località (naselja): 
- Breštane
- Bunić (paese natale dell'attore Rade Šerbedžija)

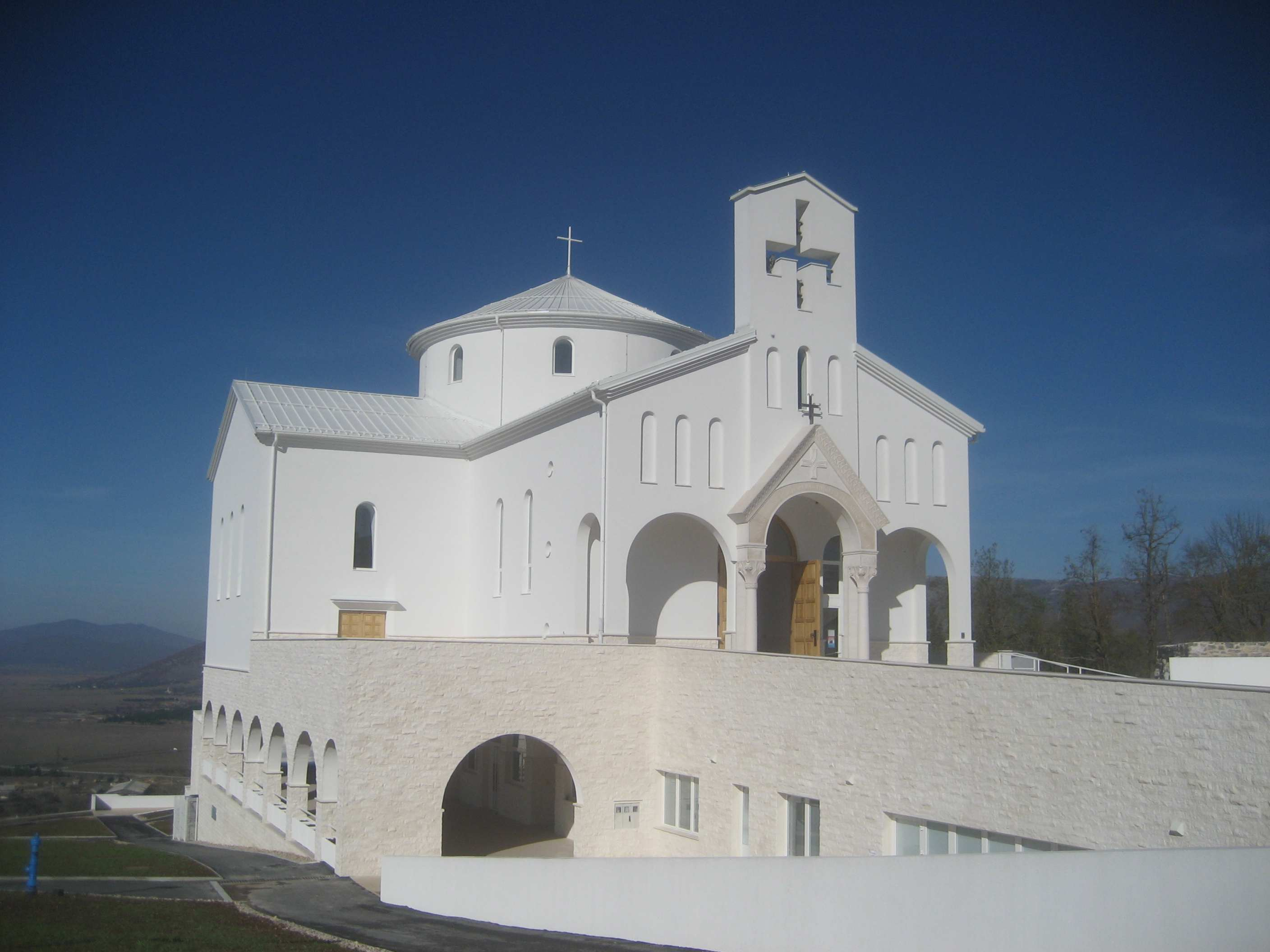
La chiesa dei Martiri croati

- Čojluk
- Debelo Brdo
- Donji Mekinjar
- Frkašić
- Grabušić
- Jagodnje
- Jošan
- Klašnjica
- Komić
- Krbava
- Kurjak
- Mutilić
- Ondić
- Pećane
- Podlapača
- Poljice
- Rebić
- Srednja Gora
- Svračkovo Selo
- Šalamunić
- Tolić
- Udbina
- Vedašić
- Visuć